# Episodi di Cri Cri (seconda stagione)
La seconda stagione della serie televisiva Cri Cri, composta da 36 episodi, è stata trasmessa per la prima volta in Italia da Italia 1 dal 24 dicembre 1990 al 13 febbraio 1991.
| nº | Titolo originale           | Prima TV Italia  |
| -- | -------------------------- | ---------------- |
| 1  | Cristina cosa fai?         | 24 dicembre 1990 |
| 2  | Una balia per lo zio       | 24 dicembre 1990 |
| 3  | Di male in peggio          | 26 dicembre 1990 |
| 4  | Zio Carlo alla riscossa    | 26 dicembre 1990 |
| 5  | Tutti miliardari           | 27 dicembre 1990 |
| 6  | Quattro nuovi amici        | 28 dicembre 1990 |
| 7  | Luca l'enciclopedia        | 28 dicembre 1990 |
| 8  | Il primo capello bianco    | 29 dicembre 1990 |
| 9  | E questo chi è?            | 30 dicembre 1990 |
| 10 | Alè, oh-oh                 | 31 dicembre 1990 |
| 11 | Due ragazzine vanitose     | 31 dicembre 1990 |
| 12 | La lezione                 | 1º gennaio 1991  |
| 13 | Ritorno alla natura        | 2 gennaio 1991   |
| 14 | Un disastro... alle erbe!  | 2 gennaio 1991   |
| 15 | Fiori d'arancio            | 3 gennaio 1991   |
| 16 | Valeria e l'architetto     | 4 gennaio 1991   |
| 17 | Zio Carlo cresce           | 4 gennaio 1991   |
| 18 | Torna com'eri, zio!        | 5 gennaio 1991   |
| 19 | Tata apprendista inventore | 6 gennaio 1991   |
| 20 | Lettere d'amore            | 7 gennaio 1991   |
| 21 | Televisione è bello        | 9 gennaio 1991   |
| 22 | Dov'è Cristina?            | 11 gennaio 1991  |
| 23 | Sembra facile...           | 14 gennaio 1991  |
| 24 | L'aggiustatutto            | 16 gennaio 1991  |
| 25 | Il primo batticuore        | 18 gennaio 1991  |
| 26 | Amore e bugie              | 21 gennaio 1991  |
| 27 | Per sempre...              | 23 gennaio 1991  |
| 28 | Una mamma in carriera      | 25 gennaio 1991  |
| 29 | Il trio comico             | 28 gennaio 1991  |
| 30 | Luci del varietà           | 30 gennaio 1991  |
| 31 | Cosa farò da grande?       | 1º febbraio 1991 |
| 32 | Le lumache                 | 4 febbraio 1991  |
| 33 | Asso di cuori              | 6 febbraio 1991  |
| 34 | Formaggi a domicilio       | 8 febbraio 1991  |
| 35 | Un metodo infallibile      | 11 febbraio 1991 |
| 36 | Ciao a tutti!              | 13 febbraio 1991 |

## Cristina cosa fai?
- Diretto da: Francesco Vicario
- Scritto da: Alessandra Valeri Manera e Stefano Vicario

## Una balia per lo zio
- Diretto da: Francesco Vicario
- Scritto da: Alessandra Valeri Manera e Stefano Vicario

## Di male in peggio
- Diretto da: Francesco Vicario
- Scritto da: Alessandra Valeri Manera e Stefano Vicario

## Zio Carlo alla riscossa
- Diretto da: Francesco Vicario
- Scritto da: Alessandra Valeri Manera e Stefano Vicario

## Tutti miliardari
- Diretto da: Francesco Vicario
- Scritto da: Alessandra Valeri Manera e Stefano Vicario

## Quattro nuovi amici
- Diretto da: Francesco Vicario
- Scritto da: Alessandra Valeri Manera e Stefano Vicario

## Luca l'enciclopedia
- Diretto da: Francesco Vicario
- Scritto da: Alessandra Valeri Manera e Stefano Vicario

## Il primo capello bianco
- Diretto da: Francesco Vicario
- Scritto da: Alessandra Valeri Manera e Stefano Vicario

## E questo chi è?
- Diretto da: Francesco Vicario
- Scritto da: Alessandra Valeri Manera e Stefano Vicario

## Alè, oh-oh
- Diretto da: Francesco Vicario
- Scritto da: Alessandra Valeri Manera e Stefano Vicario

## Due ragazzine vanitose
- Diretto da: Francesco Vicario
- Scritto da: Alessandra Valeri Manera e Stefano Vicario

## La lezione
- Diretto da: Francesco Vicario
- Scritto da: Alessandra Valeri Manera e Stefano Vicario

## Ritorno alla natura
- Diretto da: Francesco Vicario
- Scritto da: Alessandra Valeri Manera e Stefano Vicario

## Un disastro... alle erbe!
- Diretto da: Francesco Vicario
- Scritto da: Alessandra Valeri Manera e Stefano Vicario

## Fiori d'arancio
- Diretto da: Francesco Vicario
- Scritto da: Alessandra Valeri Manera e Stefano Vicario

## Valeria e l'architetto
- Diretto da: Francesco Vicario
- Scritto da: Alessandra Valeri Manera e Stefano Vicario

## Zio Carlo cresce
- Diretto da: Francesco Vicario
- Scritto da: Alessandra Valeri Manera e Stefano Vicario

## Torna com'eri, zio!
- Diretto da: Francesco Vicario
- Scritto da: Alessandra Valeri Manera e Stefano Vicario

## Tata apprendista inventore
- Diretto da: Francesco Vicario
- Scritto da: Alessandra Valeri Manera e Stefano Vicario

## Lettere d'amore
- Diretto da: Francesco Vicario
- Scritto da: Alessandra Valeri Manera e Stefano Vicario

## Televisione è bello
- Diretto da: Francesco Vicario
- Scritto da: Alessandra Valeri Manera e Stefano Vicario

## Dov'è Cristina?
- Diretto da: Francesco Vicario
- Scritto da: Alessandra Valeri Manera e Stefano Vicario

## Sembra facile...
- Diretto da: Francesco Vicario
- Scritto da: Alessandra Valeri Manera e Stefano Vicario

## L'aggiustatutto
- Diretto da: Francesco Vicario
- Scritto da: Alessandra Valeri Manera e Stefano Vicario

## Il primo batticuore
- Diretto da: Francesco Vicario
- Scritto da: Alessandra Valeri Manera e Stefano Vicario

## Amore e bugie
- Diretto da: Francesco Vicario
- Scritto da: Alessandra Valeri Manera e Stefano Vicario

## Per sempre...
- Diretto da: Francesco Vicario
- Scritto da: Alessandra Valeri Manera e Stefano Vicario

## Una mamma in carriera
- Diretto da: Francesco Vicario
- Scritto da: Alessandra Valeri Manera e Stefano Vicario

## Il trio comico
- Diretto da: Francesco Vicario
- Scritto da: Alessandra Valeri Manera e Stefano Vicario

## Luci del varietà
- Diretto da: Francesco Vicario
- Scritto da: Alessandra Valeri Manera e Stefano Vicario

## Cosa farò da grande?
- Diretto da: Francesco Vicario
- Scritto da: Alessandra Valeri Manera e Stefano Vicario

## Le lumache
- Diretto da: Francesco Vicario
- Scritto da: Alessandra Valeri Manera e Stefano Vicario

## Asso di cuori
- Diretto da: Francesco Vicario
- Scritto da: Alessandra Valeri Manera e Stefano Vicario

## Formaggi a domicilio
- Diretto da: Francesco Vicario
- Scritto da: Alessandra Valeri Manera e Stefano Vicario

## Un metodo infallibile
- Diretto da: Francesco Vicario
- Scritto da: Alessandra Valeri Manera e Stefano Vicario

## Ciao a tutti!
- Diretto da: Francesco Vicario
- Scritto da: Alessandra Valeri Manera e Stefano Vicario